# Sinagoga Ortodoxă din Cluj-Napoca
Sinagoga ortodoxă, inaugurată în anul 1851, este cea mai veche sinagogă din Cluj-Napoca. Clădirea în stil clasicist nu se află pe lista monumentelor din România.

## Istorie
Până în secolul al XVIII-lea, din cauza decretelor de interdicție, evreii s-au stabilit în Mănăștur, în afara Clujului, și de acolo mergeau la târgurile săptămânale. Până la începutul secolului al XIX-lea, aceștia au fost alungați din oraș, stabilindu-se în principal în Hídelvé. Până în 1818, ei au ținut slujbele în case particulare, când a fost construită prima casă de rugăciune din răchită. După ce articolul XXIX din Legea din 1840 a permis evreilor să se stabilească în orașe, numărul acestora a crescut în Cluj-Napoca. În timp ce în 1835 consiliul orașului numărase 109 evrei, la recensământul din 1850-1852, aceștia erau în număr de 479. 
În decembrie 1846, în numele comunității evreiești, Mihály Hermann și Emánuel Heimann au cumpărat terenul de lângă băile rituale existente pentru 1850 de forinți de argint; piatra de temelie a fost pusă la 9 iulie 1850 în prezența generalului Karl von Urban, comandantul militar. Inaugurarea clădirii neoclasice, proiectată de György Fekete, a avut loc la 2 decembrie 1851, în prezența rabinului național al Transilvaniei, Abraham Friedmann, și a episcopului catolic Miklós Kovács (protector al evreilor din Transilvania. De o parte și de alta a sinagogii se aflau casele rabinului, învățătorului și saktarului, iar complexul a devenit centrul religios și cultural al comunității evreiești ortodoxe din Cluj. În 1901, consiliul municipal a asfaltat trotuarul de pe partea dinspre templu. 
La 7 decembrie 1927, 2.400 din cei aproximativ 5.000 de participanți la congresul național studențesc creștin organizat la Oradea s-au deplasat la Cluj-Napoca. Pe drum, au comis mai multe atacuri asupra unor magazine deținute de evrei, în Aleșd, Tileagd, Ciucea și Huedin, și în Cluj-Napoca, iar apoi asupra unor sinagogi. După ce au vandalizat sinagoga neologă, au spart ferestrele sinagogii ortodoxe, au deteriorat mobilierul, sfeșnicele și lămpile și au împrăștiat suluri de Tora. 
În timpul ocupației germane a orașului în timpul celui de-al Doilea Război Mondial, clădirea a fost folosită ca garaj. După război, nu a mai fost folosită ca sinagogă de către numărul mic de evrei care se întorceau din deportare. Până în 1970 a fost o fabrică de pâine, apoi un abator ritualic și o cantină. După 1990, a fost închiriat de comunitatea evreiască și folosit ca studio de radio.

## Descriere
În fruntea clădirii în stil clasicist era în trecut o urnă și inscripția în ebraică: Închină-te înaintea Eternului.

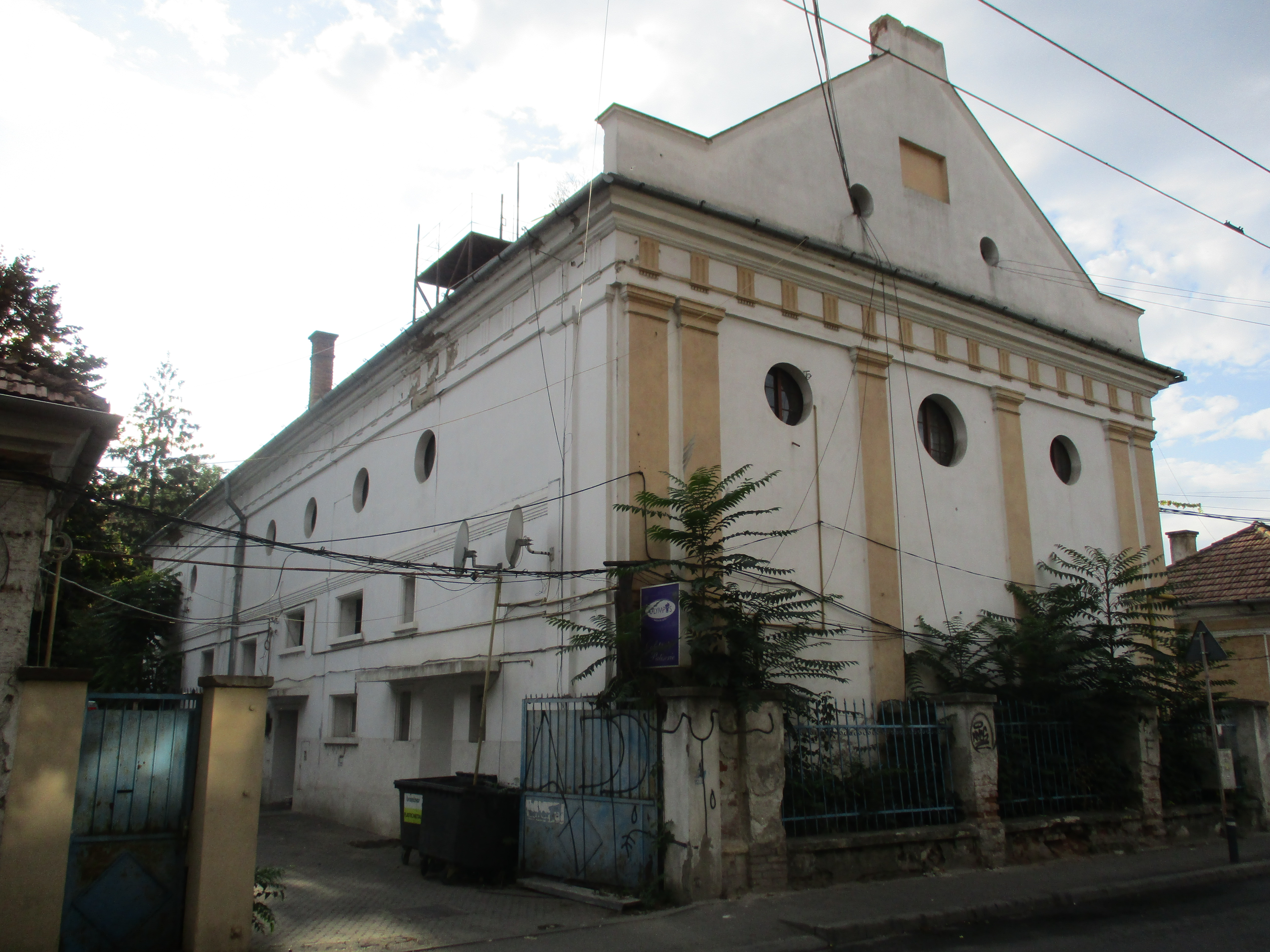
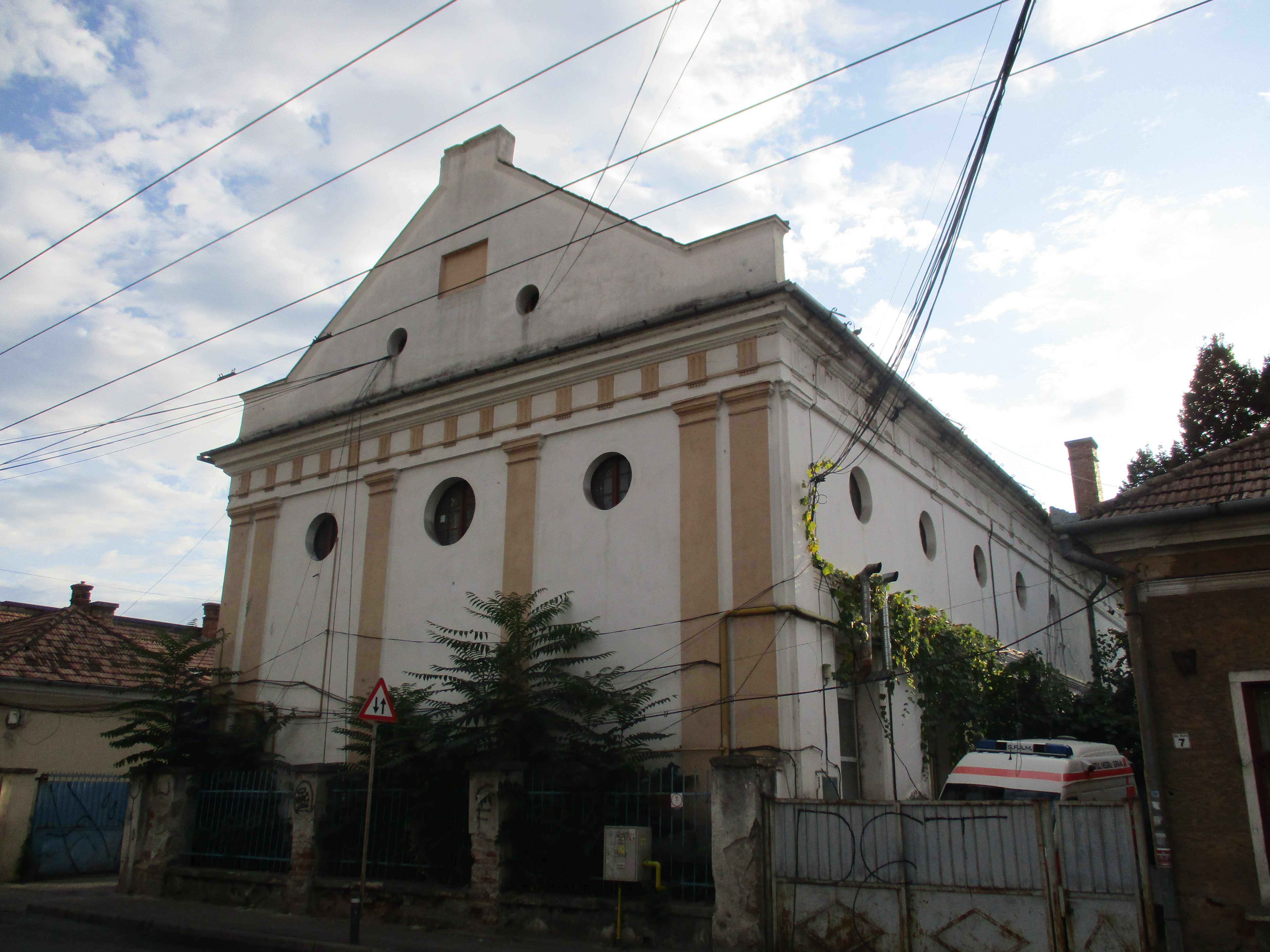
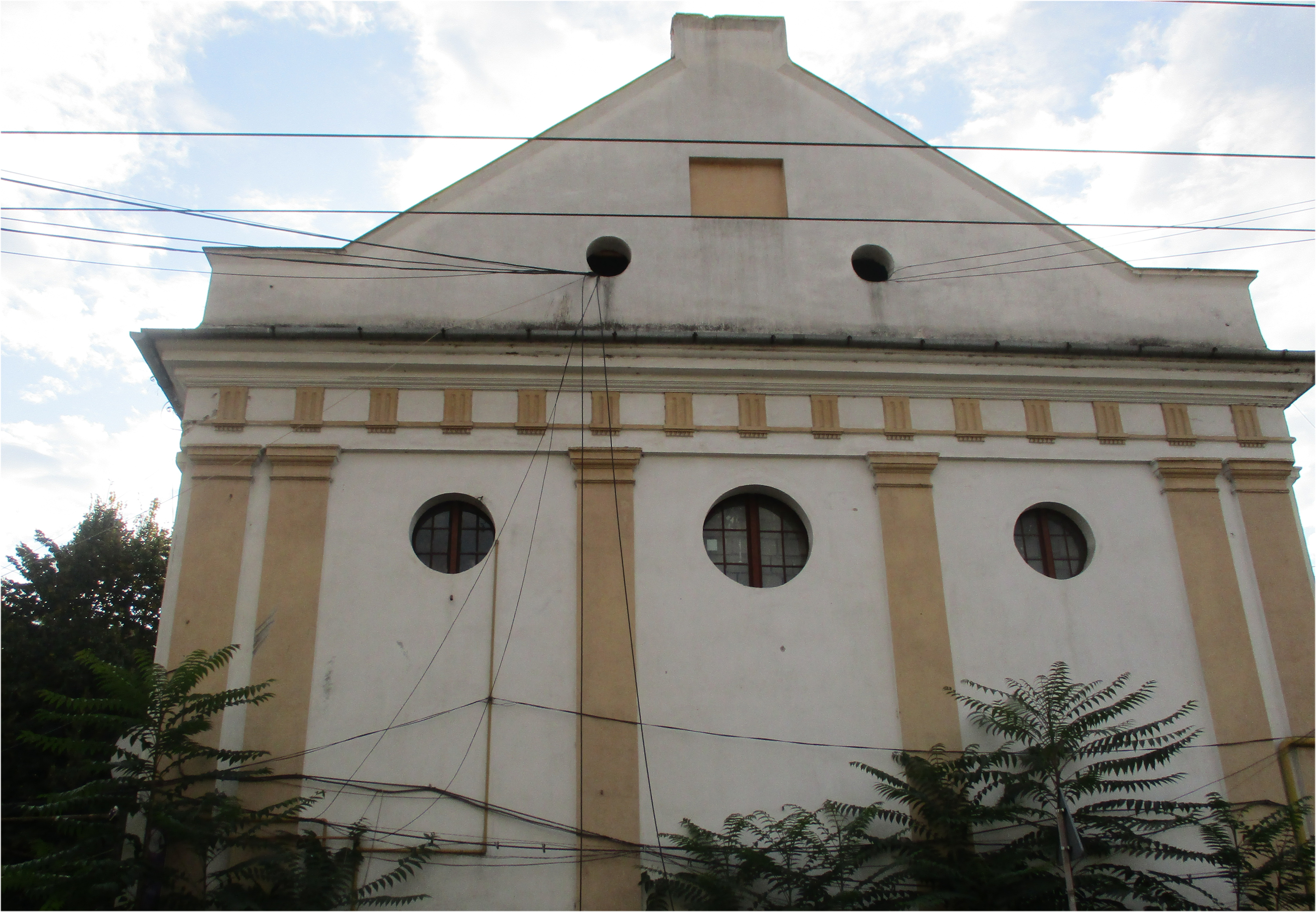